# Vera Drake
Vera Drake ist ein britischer Spielfilm aus dem Jahr 2004. Regisseur und Drehbuchautor war Mike Leigh, die Hauptrolle spielt Imelda Staunton.

## Handlung
Anfang der 1950er Jahre in Großbritannien: Hausfrau Vera Drake kümmert sich aufopfernd um ihre kranke Mutter und ihre zwei Kinder. Auch in der Nachbarschaft hilft sie bei Problemen gerne. Während ihr Mann gemeinsam mit seinem Bruder eine Autowerkstatt betreibt, verdient sich Vera mit verschiedenen Putzjobs ein wenig Geld hinzu. Allerdings hat sie auch ein Geheimnis, sie führt kostenlos Abtreibungen durch.
Obwohl sie im Laufe der Zeit dabei eine gewisse Routine erwirbt, kommt es eines Tages zu Komplikationen und eine ihrer Patientinnen stirbt fast an den Folgen der Abtreibung. Es dauert nicht lange, bis die Polizei vor der Tür von Veras Familie steht.
Vera war und ist sich jedoch offenbar keiner Schuld bewusst und beteuert, sie habe den Mädchen nur helfen wollen. Die Verhöre durch die Polizei machen aus ihr eine eingeschüchterte und gebrochene Frau. Auch für ihre Familie bleibt die Verhaftung und schließlich ihre Verurteilung nicht ohne Folgen.

## Kritiken
Der New York Times zufolge sei der Film „mit Liebe und Hingabe gedreht“ worden. Der Rolling Stone bewertete den Film mit den Worten „ein unheimlich bewegender Film, der unvergesslich bleibt“.
Die Washington Post beschreibt den Film als „eine behutsam umgesetzte Parabel, die sich leise in die Herzen schleicht, um dann aufs Schärfste aufzurütteln“. Die BBC meinte: „Der Film ist ein herrlich umgesetztes, brillant gespieltes Drama, das ein wichtiges Thema mit Intelligenz und Mitgefühl behandelt“.
Die Filmbewertungsstelle Wiesbaden (FBW) verlieh dem Film das Prädikat „besonders wertvoll“. In seiner Begründung bezeichnete die Bewertungsstelle den Film als eine „[m]eisterhafte Milieu- und Charakterstudie von Mike Leigh, der die Tradition des englischen ‚free cinema‘ fortführt und mit einer sensationell guten Darstellerin (Imelda Staunton) ein authentisches Bild schafft, das Zeit (1950, London), gesellschaftliches Klima und Gefühle beklemmend perfekt widerspiegelt“.

## Auszeichnungen
- Internationale Filmfestspiele von Venedig 2004
  - Goldener Löwe
  - Beste Hauptdarstellerin: Imelda Staunton (Coppa Volpi)

- European Film Awards 2004
  - Beste Hauptdarstellerin: Imelda Staunton

- BAFTA Award 2005
  - Beste Regie: Mike Leigh
  - Beste Hauptdarstellerin: Imelda Staunton
  - Bestes Kostümdesign

- Oscarverleihung 2005
  - Beste Regie: Mike Leigh (Nominierung)
  - Beste Hauptdarstellerin: Imelda Staunton (Nominierung)
  - Bestes Originaldrehbuch (Nominierung)

- British Independent Film Awards 2004
  - Beste Regie: Mike Leigh
  - Beste Hauptdarstellerin: Imelda Staunton
  - Bester Hauptdarsteller: Philip Davis
  - Best Achievement in Production
  - Best British Independent Film
  - Bester Nebendarsteller: Eddie Marsan